# لوان كانديدو
لوان كانديدو (مواليد 2 فبراير 2001) هو لاعب كرة قدم برازيلي يلعب كمدافع في نادي ريد بول براغانتينو على سبيل الإعارة.

## روابط خارجية
- لوان كانديدو على موقع إي إس بي إن إف سي (الإنجليزية)
- لوان كانديدو على موقع قاعدة بيانات كرة القدم.إي يو (الإنجليزية)
- لوان كانديدو على موقع ليكيب (الفرنسية)
- لوان كانديدو على موقع Soccerbase.com (لاعب) (الإنجليزية)
- لوان كانديدو على موقع Soccerway.com (الإنجليزية)
- لوان كانديدو على موقع عالم كرة القدم.نت (الإنجليزية)
- لوان كانديدو على موقع AS.com (الإسبانية)